# Sitochroa aureolalis
Sitochroa aureolalis är en fjärilsart som beskrevs av George Duryea Hulst 1886. Sitochroa aureolalis ingår i släktet Sitochroa och familjen Crambidae. Inga underarter finns listade i Catalogue of Life.